# Polska Izba Handlu
Polska Izba Handlu (PIH) – izba gospodarcza działająca na podstawie ustawy z dnia 30 maja 1989 r. o izbach gospodarczych (Dz. U. Nr 35, poz.195), zrzeszająca i reprezentująca podmioty handlu detalicznego, hurtowego oraz dystrybucji sektora handlu w Polsce.
Polska Izba Handlu istnieje od 1997 roku jako jednostka samorządu gospodarczego. Zrzesza ponad 30 000 podmiotów handlowych, od pojedynczych sklepów po ogólnopolskie sieci franczyzowe i dystrybucyjne, głównie w branży FMCG. Prezesem Zarządu Izby od 2023 roku jest Maciej Ptaszyński. Reprezentuje różnorodne formaty handlu oparte na kulturze i tradycji polskiego kupiectwa, a więc sektor polskiego „handlu nowoczesnego z tradycjami”. Członkami Wspierającymi Izby są również podmioty z grona producentów oraz otoczenia biznesowego branży. Tym samym Polska Izba Handlu jest obecnie najszerszą reprezentacją sektora handlu i dystrybucji w Polsce.
Polska Izba Handlu jest członkiem Krajowej Izby Gospodarczej, gdzie współtworzy min. Komitet Handlu, opiniotwórcze ciało eksperckie złożone z przedstawicieli producentów, handlu i instytucji naukowych w Polsce.